# Flecha Valona 1945
La Flecha Valona 1945 se disputó el 3 de junio de 1945, y supuso la edición número 9 de la carrera. El ganador fue el belga Marcel Kint. Sus compatriotas Lucien Vlaemynck y André Maelbrancke fueron segundo y tercero respectivamente. De esta manera, Kint sería el primer ciclista que conseguiría tres victorias en esta carrera (cosa que no sería igualado hasta 1972 cuando lo lograra Eddy Merckx) y de forma consecutiva (algo que no sería superado hasta 2017 cuando Alejandro Valverde encadenara su cuarto triunfo consecutivo)

## Clasificación final
| Pos. | Ciclista          | Equipo             | Tiempo   |
| ---- | ----------------- | ------------------ | -------- |
| 1    | Marcel Kint       | -                  | 6h12'07" |
| 2    | Lucien Vlaemynck  | Alcyon-Dunlop      | s.t.     |
| 3    | André Maelbrancke | Mercier-Hutchinson | s.t.     |
| 4    | Alberic Schotte   | Alcyon-Dunlop      | s.t.     |
| 5    | Vital Sneyders    | -                  | s.t.     |
| 6    | Richard Depoorter | Helyett            | a 2'41"  |
| 7    | Albert Sercu      | Dilecta            | a 4'07"  |
| 8    | Sylvain Grysolle  | -                  | s.t.     |
| 9    | Henri Renders     | Mercier-Hutchinson | s.t.     |
| 10   | Jules Lowie       | Mercier-Hutchinson | s.t.     |